# Castello Piccolomini (Balsorano)
Das Castello Piccolomini ist eine gut erhaltene Höhenburg im Ortsteil Balsorano Vecchio der italienischen Gemeinde Balsorano in der Provinz L’Aquila, die 1902 zum Nationaldenkmal erklärt wurde.

## Geschichte
Die Burg von Balsorano wurde auf den Fundamenten eines älteren Gebäudes für Antonio Todeschini Piccolomini, Neffe des Papstes Pius II. und Schwiegersohn von Ferrante Secondo, um 1460 errichtet. Später übernahm dieser das Baronat.
In der Folge lebten dort mehrere Generationen feudaler Herrscher von Balsorano, darunter auch Carlo Lefebvre, bis der heutige Besitzer, Fiastri Zannelli, die Burg übernahm und sie in ein Hotel und Restaurant umwandelte. In den 1930er-Jahren wurden Restaurierungsarbeiten durchgeführt, die wegen der Schäden notwendig waren, die das Erdbeben von Avezzano 1915 verursacht hatte, aber es sind immer noch originale Elemente aus der Zeit des Baus erhalten.
Die Burg diente als Location für italienische Filme, insbesondere in den 1960er- und 1970er-Jahren.

## Beschreibung

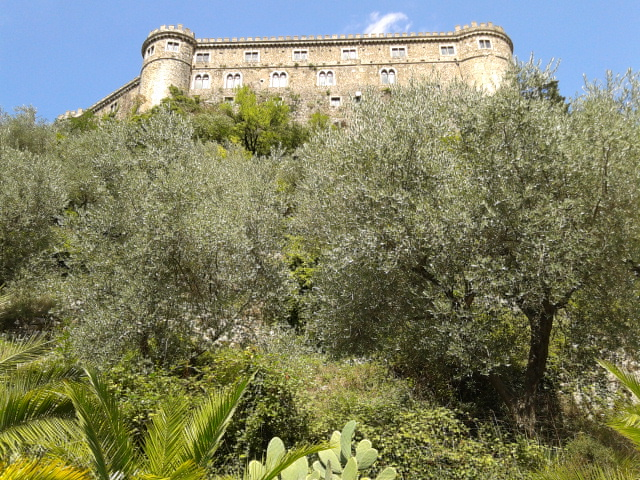
Burg auf dem Felssporn

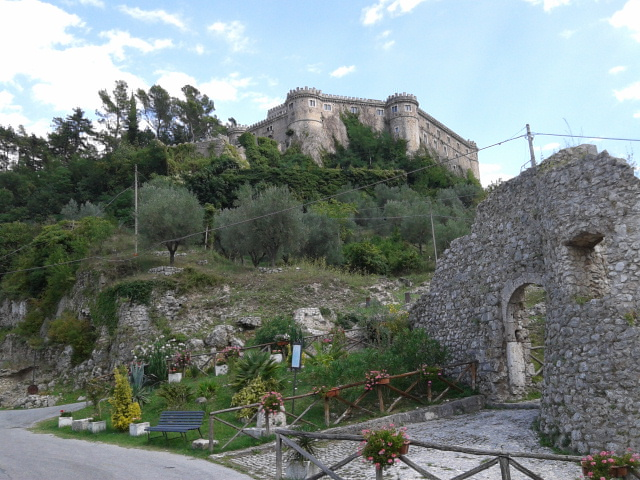
Ruinen von Balsorano Vecchio und die Burg auf dem Monte Cornacchia

Der Grundriss ist unregelmäßig fünfeckig und das Gebäude wurde aus Bruchstein errichtet. Der Haupteingang führt vom Park vor der Burg in einen L-förmigen Innenhof mit Brunnen. Die umgebenden Gebäude sind durch Doppel- und Dreifachfenster geprägt. Der Baustil entspricht zum Teil dem Mittelalter, zum Teil der Renaissance.

### Gebäude

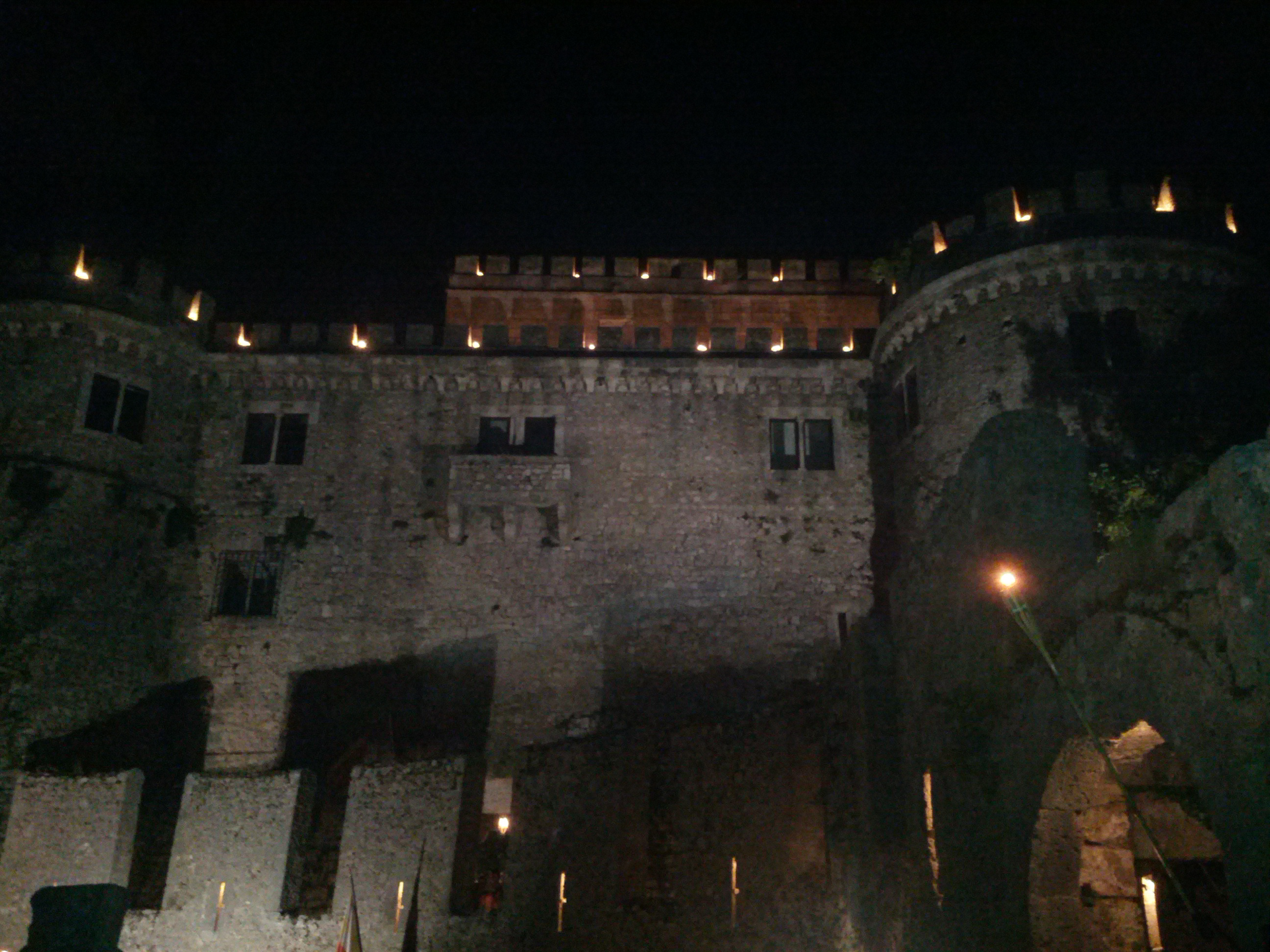
Die Burg bei Nacht

Die Burg hat die Form eines unregelmäßigen Fünfecks. Sie sitzt auf dem Monte Cornacchia auf einem Felssporn zum Valle Roveto hin. Die Hauptfassade ist die kurze Seite eines Trapezes. Die Seiten zeigen imposante Bastionen und sind durch Gesims in der Höhe geteilt. Die Fenster des ersten Sektors sind Doppelfenster, die anderen einfache Fenster. Die Dächer sind mit klassischen Schindeln gedeckt und in der Mitte befand sich ein imposanter Aussichtsturm. Der Turm mit quadratischem Grundriss ist allerdings beim Erdbeben von Avezzano eingestürzt.

### Türme
Die Türme befinden sich an den Ecken der Burg, aber besitzen eine dreigliedrige Struktur an der Seite nach Balsorano hin; insgesamt sind es fünf Türme. Vor dem Erdbeben 1915 waren es sechs.
Die Türme haben einen runden Grundriss und ihre Mauern sind angeschrägt; sie haben Doppelfenster und unter den Dächern Konsolen. Auf der überhängenden Seite der Burg gibt es die beiden Fassadentürme und einen weiteren auf der linken Seite, der aber von Balsorano aus nicht zu sehen ist.

### Eingang und Garten
Der Eingang liegt in einer Umfassungsmauer im restaurierten Teil, die die Burg umgibt. Man tritt durch einen Bogen in die eigentliche Burg ein: Das Tor ist einfach und darüber liegt ein Fenster mit einem Balkon für Ansprachen.
Der Garten ist mit einer internen Vorhalle verbunden, die sich in einem kleinen Platz bis zum Brunnen fortsetzt. Dort gibt es klassische Bögen mit Stuckarbeiten und gotische Doppelfenster. Die Umfassungsmauer diente als Schutz, aber heute wird sie von Spaziergängern für Ausblicke genutzt.

### Innenräume
Die Innenräume sind im originalen, gotischen, bzw. Renaissancestil erhalten. Die kleineren Räume werden als Hotelzimmer genutzt, während der große Saal in der Mitte Festen und Empfängen dient.

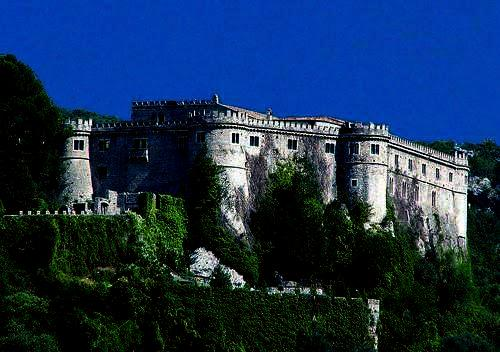
Castello Piccolomini im Morgengrauen

Letzterer ist von besonderem Interesse, da er mit Bildwirkereien aus dem 16. Jahrhundert und Fresken mit Wappen und Blasons der verschiedenen Burgeigentümer der Familie Piccolomini verziert ist. Weitere Bildwirkereien in diesem Saal zeigen geometrische Figuren, wie sie typisch für die Gotik sind, wie Zinnen und Türme.
Ein zweiter großer Saal ist mit einem kleinen Kamin in Stein mit gelben Fresken auf den Seiten geschmückt, an dem originale Kriegswaffen hängen.

### Kapelle der Adelsfamilie Piccolomini
Die Kapelle der Piccolominis hat nur ein einziges Kirchenschiff und ist im Stil des 15. Jahrhunderts gehalten. Die Fresken zeigen geometrische Figuren, Rhomben und christliche Kreuze mit einer lapislazuliblauen Nuance auf Ocker. Die Apsis mit Altar ist von drei Rundbogenfenstern eingerahmt. Das mittlere davon ist zugemauert: Die umgebenden Verzierungen zeigen Sonnenstrahlen und Feuerzungen, die vergoldete Rosen umwickeln. Im mittleren Fenster stehen die heiligen Worte IHS.

## Der mittelalterliche Stadtteil Balsorano Vecchio
Dieser Stadtteil lag unter der Burg und von ihm ist nach dem Erdbeben von Avezzano wenig erhalten geblieben.
Das ursprüngliche Zentrum ist von einem restaurierten Brunnen aus dem 16. Jahrhundert eingerahmt, der dem Hl. Martin geweiht war. Neben dem Brunnen gibt es einen Pfeiler der zerstörten Kirche zur Heiligsten Dreifaltigkeit. Auf der anderen Seite steht noch der Bogen des Hl. Martin.

## Filmlocation
In den 1960er- und 1970er-Jahren wurden in der Burg etliche Giallo- und Horrorfilme gedreht, wovon die bekanntesten Ein Toter hing am Glockenseil, Il boia scarletto, Mörder ohne Gesicht, Riti, magie nere e segrete orge nel trecento und La sanguisuga conduce la danza waren.
Um die Mitte der 1990er-Jahre diente die Burg als „Location“ einiger pornografischer Filme unter der Leitung von Joe D’Amato und Franco Lo Cascio, deren Protagonist u. a. der Pornodarsteller Rocco Sifredi war.
Die in der Burg gedrehten Filme waren:
- Ein Toter hing am Glockenseil (1964)
- Il boia scarlatto (1965)
- La settima tomba (1965)
- A… come assassino (1966)
- 7 donne d’oro contro due 07 (1966)
- Le 7 cinesi d’oro (1967)
- Mörder ohne Gesicht (1968)
- Pensiero d’amore (1969)
- Lady Barbara (1970)
- Esotika Erotika Psicotika (The Lickerish Quartet) (1970)
- Lady Frankenstein (1971)
- La lunga ombra del lupo (1971)
- Metti lo diavolo tuo ne lo mio inferno (1972)
- …e continuavano a mettere lo diavolo ne lo inferno (1973)
- Riti, magie nere e segrete orge nel trecento (1973)
- Il plenilunio delle vergini (1973)
- Farfallon (1974)
- La sanguisuga conduce la danza (1975)
- Il comune senso del pudore (1976)
- Die Nonne und das Biest (1977)
- Malabimba (1979)
- Erotic Flash (1981)
- C’è un fantasma nel mio letto (1981)
- He, Geister! (Bollenti spiriti) (1981)
- Il Marchese De Sade – Oltre ogni perversione (Marquis de Sade) (1994)
- Sexy caccia al tesoro (1994)
- Amleto – Per amore di Ophelia (Hamlet: For the Love of Ophelia) (1995)
- Il barone von Masoch (1995)
- Decameron X – Racconti arguti… di mogli puttane e mariti cornuti (1995)
- Decameron X2 – Novelle maliziose (di bernarde assai vogliose) (Decameron Tales II) (1995)